# ガウス＝クズミン分布
数学の分野におけるガウス＝クズミン分布（ガウス＝クズミンぶんぷ、英: Gauss–Kuzmin distribution）とは、(0, 1) 内に一様に分布されたある確率変数の連分数展開に現れる係数の極限確率分布として生じるある離散確率分布のことである。1800年頃にこの分布を発見したカール・フリードリヒ・ガウスと、1929年にその収束率の評価を与えたロディオン・クズミンの名に因む。それは次のような確率質量関数で与えられる。
{\displaystyle p(k)=-\log _{2}\left(1-{\frac {1}{(1+k)^{2}}}\right)~.}

## ガウス＝クズミンの定理
今
{\displaystyle x={\frac {1}{k_{1}+{\frac {1}{k_{2}+\cdots }}}}}
を (0, 1) 内に一様に分布する確率変数 x の連分数展開とする。このとき
{\displaystyle \lim _{n\to \infty }\mathbb {P} \left\{k_{n}=k\right\}=-\log _{2}\left(1-{\frac {1}{(k+1)^{2}}}\right)}
が成立する。また同値であるが、
{\displaystyle x_{n}={\frac {1}{k_{n+1}+{\frac {1}{k_{n+2}+\cdots }}}}~;}
とすれば、
{\displaystyle \Delta _{n}(s)=\mathbb {P} \left\{x_{n}\leq s\right\}-\log _{2}(1+s)}
は n が無限大に向かうに従ってゼロに近付く。

## 収束率
1928年、クズミンは次の評価を与えた。
{\displaystyle |\Delta _{n}(s)|\leq C\exp(-\alpha {\sqrt {n}})~.}
1929年、ポール・レヴィはこの評価を次のように改善した。
{\displaystyle |\Delta _{n}(s)|\leq C\,0.7^{n}~.}
その後エデュアルト・ヴィルズィングは、λ = 0.30366…（ガウス＝クズミン＝ヴィルズィング定数）に対して、次の極限
{\displaystyle \Psi (s)=\lim _{n\to \infty }{\frac {\Delta _{n}(s)}{(-\lambda )^{n}}}}
が [0, 1] 内のすべての s について存在すること、およびその関数 Ψ(s) は解析的であり Ψ(0) = Ψ(1) = 0 を満たすことを示した。その後のさらなる評価は、K.I. Babenko によって示されている。